# Cuillin
Cuillin (gaelsky An Cuilthionn nebo An Cuiltheann) je pohoří na jihozápadě ostrova Skye ve Skotsku. Hlavní jádro pohoří Cuillin je známo také jaké Black Cuillin (Černý Cuillin) na rozdíl severovýchodnější části zvané Red Cuillin (Červený Cuillin), gaelsky Na Beanntan Dearga, místně též pojmenované Red Hills (Červené kopce). Nejvyšším vrcholem pohoří Cuillin je Sgùrr Alasdair (992 m n. m.), který je zároveň i nejvyšším bodem ostrova Skye. Pohoří Cuillin je zařazeno mezi 40 skotských National scenic areas (NSA), což je název pro území, vyznačující se mimořádnou malebností a přitažlivostí.

## Geologie a horolezectví

### Black Cuillin
Hlavní horninou Black Cuillin je gabro, které díky své hrubší povrchové struktuře skýtá velmi vhodné podmínky pro horolezectví. Naopak další místní hornina - čedič - představuje zejména za vlhkého a deštivého počasí, které zde panuje velmi často, pro lezce značné riziko. Pohoří Cuillin je jedinou horskou oblastí ve Velké Británii, která svým charakterem připomíná Alpy či Skalisté hory, případně Vysoké Tatry. Reliéf centrální části pohoří je členitý - skládá se z ostrých, skalnatých vrcholů, rozdělených hlubokými stržemi a kary. V oblasti Black Cuillin je celkem 12 vrcholů zařazeno mezi tzv. munro, tj. vrcholy, přesahující nadmořskou výšku 3000 stop ( 914,4 m). Jedná se o vrcholy: Sgùrr nan Gillean, Am Basteir, Bruach na Frìthe, Sgùrr a´Mhadaidh, Sgùrr a´Greafaidh, Sgùrr na Banachdaich, Sgùrr Dearg, Sgùrr MhicChoinnich, Sgùrr Alasdair, Sgùrr Dubh Mòr, Sgùrr nan Eag a Blà Bheinn (posledně jmenovaná hora se nachází stranou hlavního hřebene zhruba 8 km vzdušnou čarou směrem na východ od vrcholu Sgùrr Alasdair).

### Red Cuillin
Na rozdíl od Black Cuillin je hlavní horninou Red Cuillin načervenalá žula. Reliéf této části pohoří se vyznačuje zaoblenějšími vrcholy s povlovnějšími svahy, částečně porostlými vegetací. Nejvyšším vrcholem Red Cuillin je Glamaig (775 m n. m.). Rekordní výstup na vrchol této hory uskutečnil v roce 1889
Gurkha Harkabir Tharpa za pouhých 37 minut (se startem a návratem k baru Inn Sligachan celková doba činila 55 minut), navíc údajně tento výstup absolvoval bos.

### Přechod hřebene Cuillin
Kromě zdolávání jednotlivých vrcholů je další výzvou pro horolezce a horské turisty jednorázový přechod celého hřebene Cuillin od mořského zálivu Loch Brittle a kempu v Glenbrittlu na západě až po ústí říčky Sligachan do zátoky na východním pobřeží u stejnojmenného kempu a hotelu. Průměrně časová náročnost přechodu cca 7 mil dlouhého hřebene činí 15 - 20 hodin. Poprvé tuto trasu zdolali pod 24 hodin L. Shadbolt a A. McLaren v roce 1911.

## Historie
V roce 1601 se u Coire Na Creiche na severních svazích Cuillin odehrála bitva mezi příslušníky dvou soupeřících klanů ostrova Skye - MacLeodů a MacDonaldů, z níž vyšel vítězně klan MacDonaldů. Tato bitva byla historicky posledním vojenským střetem mezi klany na ostrově.

## Cuillin v literatuře
Pohoří Cuillin bylo jedním z témat poezie jednoho z nejvýznamnějších skotských básníků 20. století Sorleye MacLeana, rodáka z ostrova Raasay.

## Vrcholy pohoří Cuillin

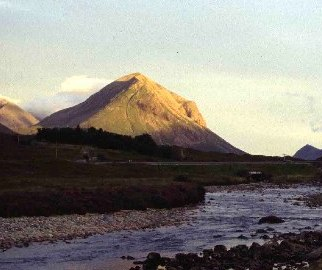
Hora Marsco v oblasti Red Cuillin nad řekou Sligachan
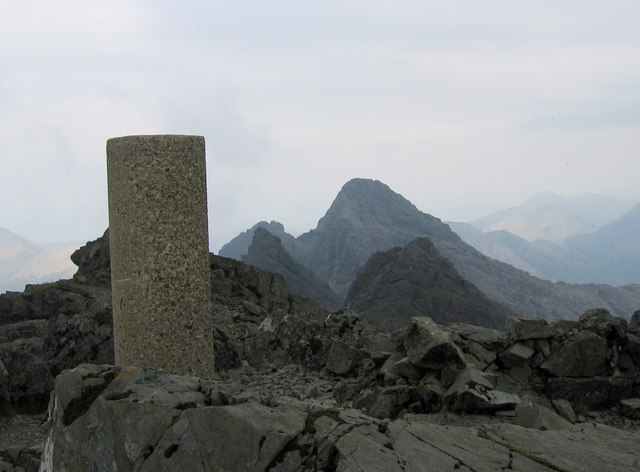
Pohled z Bruach na Frithe na Sgùrr nan Gillean
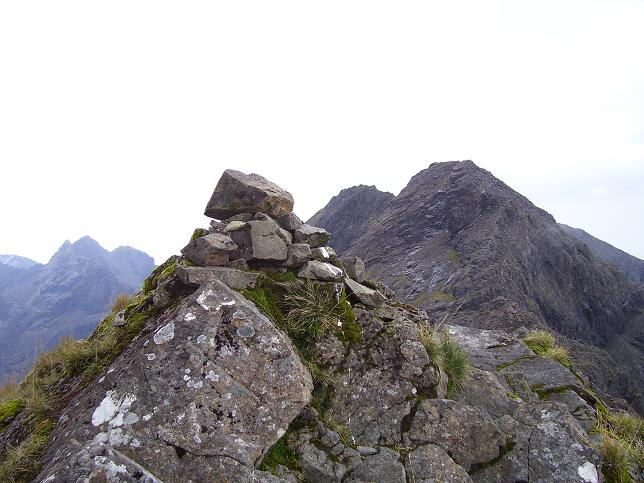
Vrchol Sgùrr a' Mhadaidh, v pozadí Sgùrr Alasdair
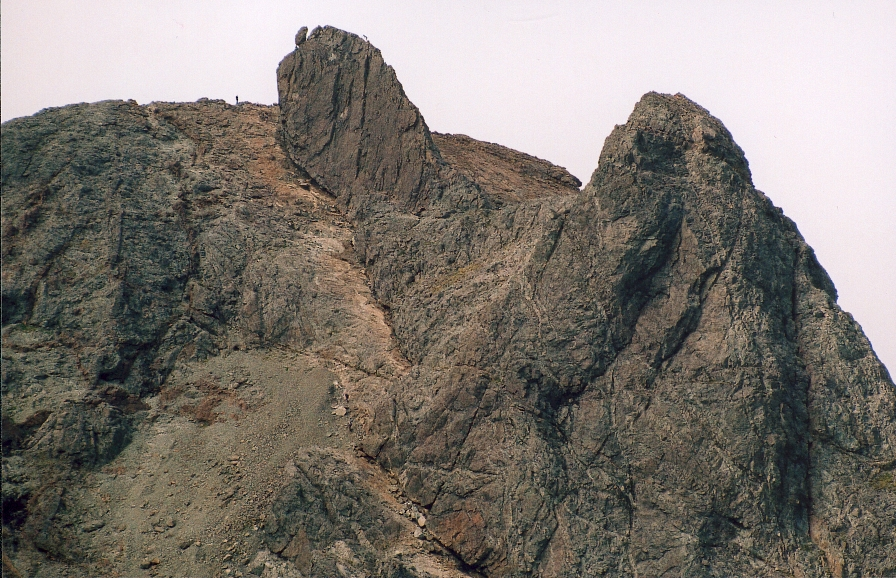
The Inaccessible Pinnacle na vrcholu Sgùrr Dearg
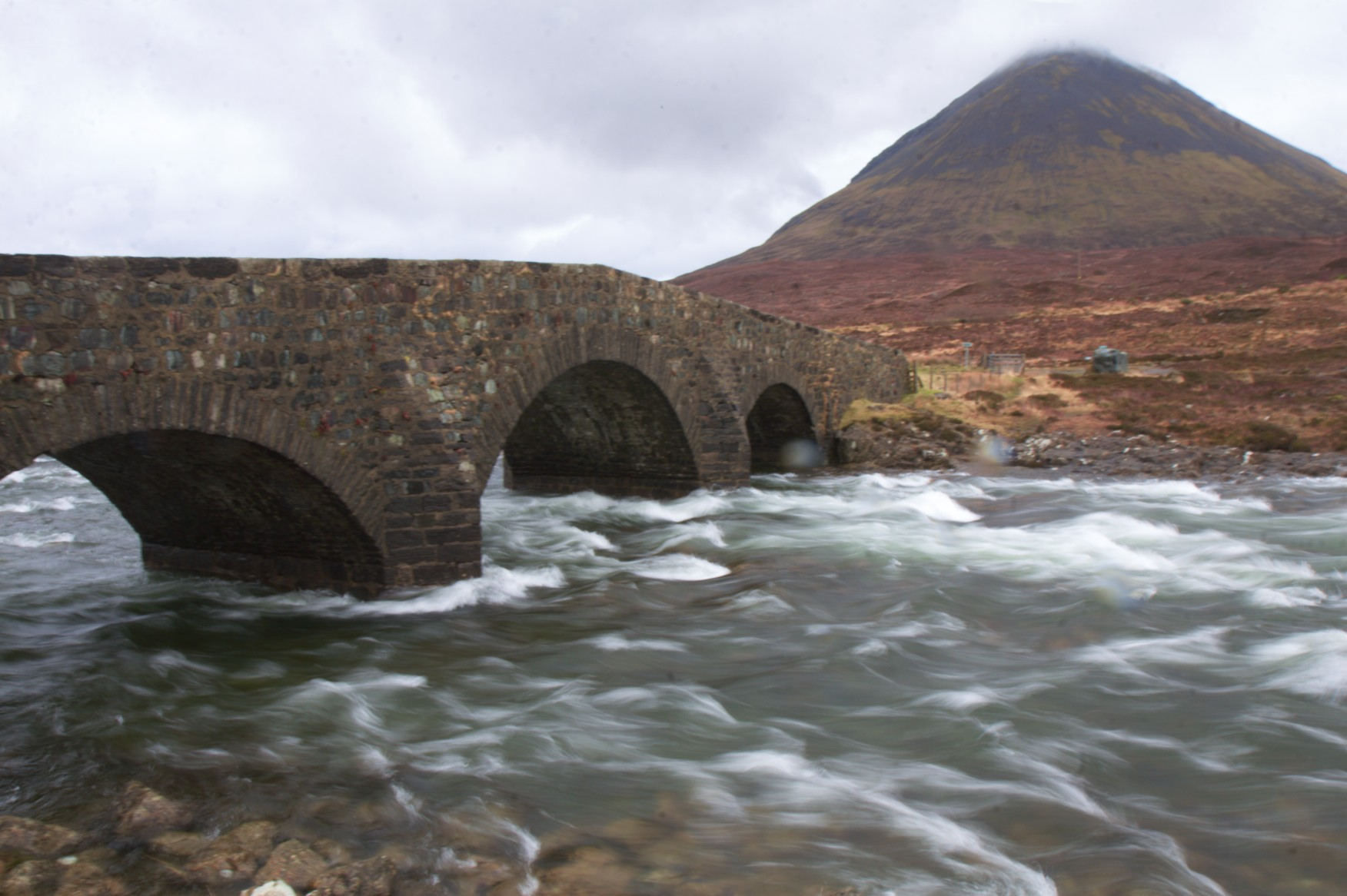
Most ve Sligachanu, v pozadí nejvyšší vrchol Red Cuillin Glamaig
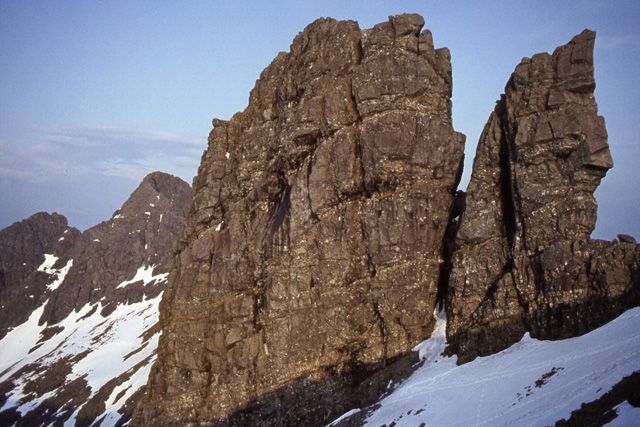
Am Basteir - vpravo skalní věž The Basteir Tooth